# Slike s izložbe
Slike s izložbe – uspomena na Viktora Hartmana (ruski: Картинки с выставки – Воспоминание о Викторе Гартмане) suita je za klavir koju je skladao Modest Musorgski 1874. godine. Suitu su kasnije prerađivali i orkestrirali mnogi skladatelji, a najčešće je izvođena orkestracija Mauricea Ravela iz 1922. godine.

## Kontekst i nastanak
Modest Musorgski je bio ruski skladatelj iz razdoblja romantizma. Bio je časnik, a glazbu je učio privatno. Formalno je bio član "Velike petorke", ali se izdvaja svojim posebnim glazbenim izrazom.
"Velika petorka" (ru. Могучая кучка - "Moćna gomilica"; "Ruska petorica"; "Balakirjevski kružok") naziv je grupe mladih skladatelja koja je bila aktivna u Sankt Peterburgu od 1856. do 1870. godine. Sačinjavali su je skladatelji "nižeg staleža", "amateri" (za razliku od "elitnih" skladatelja koji su završili konzervatorij, kao npr. Čajkovski): osnivač grupe Milij Balakirev (glazbenik, 25 godina), Aleksandar Borodin (liječnik, 28), Nikolaj Rimski-Korsakov (časnik, 18), Modest Musorgski (vojnik, 23) i Cezar Kjui (časnik, 27). Cilj grupe bio je skladanje glazbe s korijenima u ruskom folkloru umjesto oslanjanja na europsku tradiciju.
Na izložbi u Sankt Peterburgu u veljači i ožujku 1874. koju je organizirao Vladimir Stasov (glazbeni i likovni kritičar) bilo je predstavljeno preko 400 Hartmannovih crteža i slika: dizajna kostima i zgrada, slike s putovanja po Europi. Većina slika s te izložbe sada je izgubljena. Stasov je zaslužan za opis celokupnog djela i za opis pet izgubljenih slika (1, 2, 3, 4, 7) koje su Musorgskome poslužile kao inspiracija.

## O glazbi
Slike s izložbe Musorgski je napisao 1874. godine u spomen na svoga prijatelja Viktora Hartmana koji je preminuo godinu dana ranije (Виктор Гартман; 1834. – 1873., slikar i arhitekt
). Jedanaest Hartmanovih slika Musorgski je pretočio u deset stavaka suite. Kao uvod i između slika javlja se još šest stavaka: pet promenada bez naslova te jedan naslovljeni stavak. Suitu su kasnije prerađivali i orkestrirali mnogi skladatelji, a najčešće izvođena je orkestracija Mauricea Ravela iz 1922. godine. Skladatelji su prerađivali djela Musorgskoga iz više razloga, najčešće radi ispravljanja grešaka zbog nebrige autora (konzumirao je previše votke, što je i bio razlog njegove prerane smrti).[nedostaje izvor] Musorgski je bio gorostas pa su mu i šake bile ogromne. U Slikama s izložbe' ' pisao je pasaže za veliki raspon svojih šaka, koje većina prosječnih pijanista nije mogla izvesti.
| Slika | Izvorni naziv                                                                   | Prijevod                                      | Opis / [napomena] |
| ----- | ------------------------------------------------------------------------------- | --------------------------------------------- | --- |
|       | Promenade Allegro giusto, nel modo russico; senza allegrezza, ma poco sostenuto | (fr.) Promenada                               | U promenadama Musorgski opisuje svoju nekad sporiju, nekad bržu šetnju od slike do slike (kako mu koja privuče pažnju), povremeno sa sjećanjem na preminulog prijatelja. Motiv iz promenade ugrađen je u sve stavke. |
| 1.    | Gnomus izmjenjuju se Vivo i Meno mosso, pesante                                 | (lat.) Gnom                                   | [Gnom je patuljak iz mitologije] Slika prikazuje šepavog patuljka koji nespretno trči. |
|       | (Promenade) Moderato commodo assai e con delicatezza                            |                                               | [u originalu bez naslova] |
| 2.    | Il Vecchio Castello Andante molto cantabile e con dolore                        | (tal.) Stari zamak                            | Srednjovjekovni zamak ispred koga pjeva trubadur. U Ravelovoj orkestraciji ga interpretira solo alt-saksofon. |
|       | (Promenade) Moderato non tanto, pesamente                                       |                                               | [u originalu bez naslova] |
| 3.    | Tuileries (Dispute d'enfants après jeux) Allegretto non troppo, capriccioso     | (fr.) Tuileries (dječja prepirka u igri)      | Slika parka Tuileries u Parizu u kome se čuje žamor i prepirka djece u igri. Stavak je napisan u ternarnoj formi (ABA). |
| 4.    | Bydło Sempre moderato, pesante                                                  | (polj.) Stoka                                 | Slika poljskih kola s ogromnim kotačima koja vuče vol. Stavak je napisan u ternarnoj formi (ABA), a u Ravelovoj orkestraciji prikazuje približavanje i udaljavanje kola. |
|       | (Promenade) Tranquillo                                                          |                                               | [u originalu bez naslova] |
| 5.    | Балет невылупившихся птенцов Scherzino (vivo, leggiero)                         | (ru.) Balet neizlegnutih pilića               | Slika prikazuje živahne piliće (kanarince) još u ljuskama koji veselo skakuću, kljucaju i cvrkuću. Stavak je napisan u ternarnoj formi (ABA) sa sažetom kodom. |
| 6.    | "Samuel" Goldenberg und "Schmuÿle" Andante. Grave energico. Andantino           | (njem.) "Samuel" Goldenberg i "Schmuÿle"      | Dvije Hartmannove slike objedinjene su u ovaj stavak koji predstavlja dvojicu poljskih Židova: bogatog (ispravno napisano Samuel) i siromašnog (malograđansko Schmuÿle). Tako stavak predstavlja dva portreta, Samuel u prvoj i Schmuÿle u drugoj temi, zatim slijede obje teme u kontrapunktu i koda na kraju. |
|       | (Promenade) Allegro giusto, nel modo russico; poco sostenuto.                   |                                               | [u originalu bez naslova] |
| 7.    | Limoges, le marché (La grande nouvelle) Allegretto vivo, sempre scherzando      | (fr.) Tržnica u Limogesu (velika vijest)      | Musorgski je na francuskom u dvama pasusima opisao širenje novosti na tržnici u Limogesu, ali je kasnije taj tekst izbacio iz rukopisa. Stavak je scherzo u formi ABA, čija koda pez prekida (attacca) vodi na sljedeću sliku. |
| 8.    | Catacombæ (Sepulcrum romanum) Largo                                             | (lat.) Katakombe (Rimska grobnica)            | Ovaj se stavak sastoji iz dvaju dijelova, prvi je statični autoportret Hartmanna u pariškoj podzemnoj grobnici pod slabim svjetlom fenjera, s tišinom i odjecima grobnice, koji se zatim nastavlja u sljedeću promenadu. |
|       | Cum mortuis in lingua mortua Andante non troppo con lamento                     | (lat.) S mrtvima na mrtvom jeziku             | Drugi dio osme slike, dolazak i odlazak promatrača (verzija promenade). |
| 9.    | Избушка на курьих ножках (Баба-Яга) Allegro con brio, feroce. Andante mosso     | (ru.) Kolibica na pilećim nogama (Baba-Jaga)  | Stavak u ternarnoj formi (ABA) dočarava Hartmannovu sliku sata u obliku Baba-Jagine kolibe na pilećim nožicama, kojoj je Musorgski dodao vještičin let u avanu. Stavak se bez prekida (attacca) nastavlja u posljednju sliku. [Baba-Jaga je vještica iz slavenske, najčešće ruske mitologije. U bajkama se prikazuje dvojako, kao zla (otima djecu i proždire ljude) i kao dobra (junacima daje savjete ili čarobne predmete). Živi u kolibi koja stoji na pilećim nogama, pa se po potrebi koliba može premještati. Ima brojne nevidljive sluge. Leti u čarobnom avanu (kotlu), a tragove briše metlom od breze.] |
| 10.   | Богатырские ворота (В стольном городе во Киеве) Maestoso, con grandezza         | (ru.) Bogatirska vrata (U prestolnici Kijevu) | Za cara Aleksandra II Nikolajeviča (Александр II Николаевич) Hartmann je dizajnirao trijumfalnu kapiju (velika vrata) u Kijevu, a arhitekturnu skicu je Musorgski predstavio u ovom stavkuu. Bogatiri iz naslova su vitezi iz ruskih legendi. Stavak je prošireni rondo, iza uobičajenog početka ABAB uvode se nove teme CADA, koje predstavljaju kodu cijele suite. |

Trajanje suite je oko 35 minuta.

## Galerija
Sačuvane slike koje su Musorgskome poslužile kao inspiracija:
- 5. Balet neizlegnutih pilića
- 6. a) Bogati Židov "Samuel Goldenberg"
- 6. b) Siromašni Židov "Schmuÿle"
- 8. Katakombe - S mrtvima na mrtvom jeziku
- 9. Kolibica na pilećim nogama
- 10.  Bogatirska vrata u Kijevu

## Vanjske poveznice
|  | Zajednički poslužitelj ima još gradiva o temi Slike s izložbe |